# Hidroducto

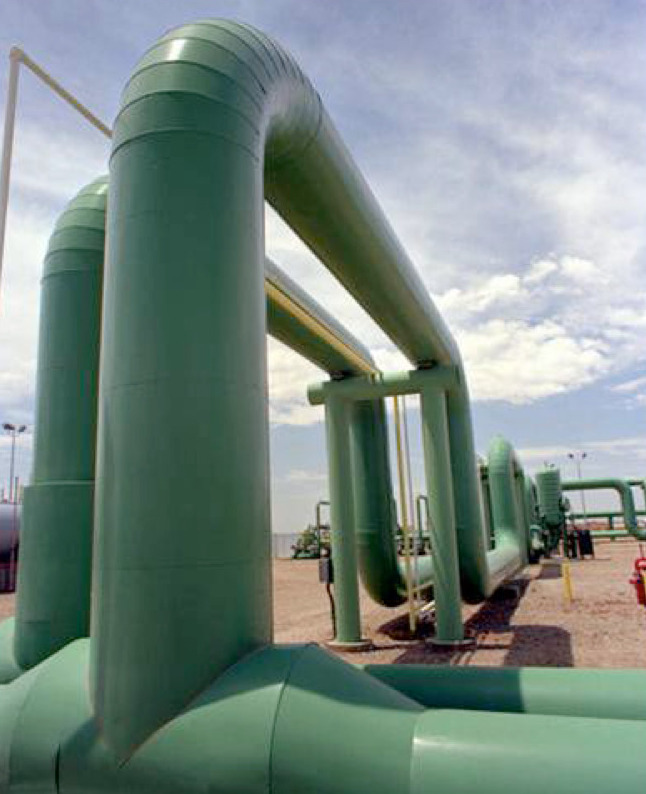
Hidroductos.

Un hidroducto es una conducción que vehicula hidrógeno por medio de tuberías. Son instalaciones similares a las utilizadas para vehicular gas natural, que son denominadas gasoductos, pero con la salvedad que algunos materiales o elementos utilizados para gas natural no son óptimos para el hidrógeno. No obstante la gran mayoría de la infraestructura existente de gas natural es compatible para su uso como vehículo de hidrógeno tanto en blending (mezclas en diferentes %) como en su forma pura (100%).
El hidrógeno se convierte en un nexo de unión entre el sistema gasista y el sistema eléctrico, atendiendo a los criterios europeos en cuanto a la "integración inteligente de los sectores".
El sistema gasista permite universalizar el uso del hidrógeno, poniendolo a disposición de todos los sectores conectados a la red de gas natural. Y esto asociado a las garantías de origen, posibilita romper la atadura de la oferta y la demanda local. O sea, será posible generar hidrógeno en aquellos lugares en los que su producción sea óptima y que se consuma en aquellos lugares en los que sea necesario (incluso evitando el alto coste que tendrían que asumir los consumidores por la renovación de equipos compatibles con el hidrógeno y que en la actualidad están en desarrollo tecnológico y sus costes son muy elevados. Ya que podría continuar con sus mismos equipos y haciendo uso de las garantías de origen)
Los hidroductos pueden ser usados como conexiones entre los productores de hidrógeno y las redes de gas natural, para introducir un porcentaje de hidrógeno (que en 2021 está fijado en el 5 %), o bien, para alimentar a consumidores directos de hidrógeno.

## Economía
Los hidroductos son usados para conectar el punto de producción de hidrógeno al punto de entrega. En Estados Unidos los costos de transporte son similares a los del gas natural comprimido, sin embargo la mayoría de los puntos de producción se encuentran entre 50 y 100 millas de los puntos de entrega.

## Historia
- 1938 - Rhine-Ruhr fueron los primeros hidroductos de 240 km de largo fueron construidos de acero común. Tienen una presión de 10-20 bares y un diámetro de 25-30 cm. Todavía siguen en operation.[4][5]
- 1973 - Una hidroducto de 30 km de diámetro en Isbergues, Francia.[6]
- 1985 - Extensión de esa misma línea desde Isbergues hasta Zeebrugge.
- 1997 - Conexión de la línea a Róterdam.
- 1997 / 2000 - Desarrollo de dos líneas de hidrógeno, una cerca de Corpus Christi, Estados Unidos, y la otra entre Freeport y Texas City.
- 2009 - Una extensión de 150 millas desde Plaquemine a Chalmette.[7]

## Infraestructura
- 2004 - 1450 km de hidroductos de baja presión fueron construidos en Estados Unidos[8][9]
- 2004 - 1500 km de hidroductos de baja presión fueron construidos en Europa.[10]